# A – Almanach autorů
A – Almanach autorů byl český časopis vycházející mezi roky 1990 a 1992.

## Historie a obsah
A – Almanach autorů byl sice prezentován jako čtvrtletník, ale vycházel v nepravidelných lhůtách. Vydávalo ho nakladatelství Scéna a navazoval na Literární revui vydávaný jen několik měsíců v roce 1990. Šéfredaktorem časopisu se stal Petr Cincibuch a jeho zástupcem Jiří Medek, jehož v roce 1992 vystřídala Marie Kožnarová. V redakci působili rovněž Václav Dušek a Petr Prouza. Časopis měl nabízet výběr z tvorby českých spisovatelů a pomáhat čtenářům orientovat se na literární scéně po zrušení cenzury. Vycházel ale pouze do roku 1992. Redaktoři Almanachu autorů Petr Cincibuch, Václav Dušek a Petr Prouza se téhož roku podíleli na založení Klubu českých spisovatelů.
Celkem vyšla čtyři čísla časopisu, v nichž bylo představeno dílo mnoha dříve zakázaných básníků, zejména Ivana Blatného, Ivana Diviše, Miroslava Holuba, Josefa Kostohryze, Oldřicha Mikuláška, Karla Šiktance, Jany Štroblové, Bronislavy Volkové nebo Ivana Wernische. Básně v časopisu publikovali rovněž Lubomír Brožek a Petr Cincibuch. Významnou část periodika tvořily prozaické texty a eseje, jejichž autory byli Václav Dušek, Václav Havel, Jiří Just, Ivan Klíma, Milan Kundera, Věra Linhartová, Vladimír Macura, Zdeněk Svěrák, Josef Škvorecký, Zdeněk Volný a jiní. Novely v Almanachu autorů publikoval nadále Ladislav Fuks, Vladimír Körner, Zdeněk Rosenbaum a Jiří Medek, literárněvědné práce zase Ivo Fencl, Květoslav Chvatík, Vladimír Justl, Radko Pytlík či Bohumil Svozil. Ve třetím čísle se objevily dvě dosud nepublikované předscény Jana Wericha a Jiřího Voskovce připravené Jaromírem Pelcem.
V Almanachu autorů pravidelně vycházely také čtyři rubriky − Divoké víno, ve které byly publikovány básně začínajících básníků a prozaiků Jiřího Formana, Radovana Lipuse, Jiřího Staňka, Věry Vampolové, Soni Záchové, Jany Černé a jiných, O poezii, což byla reflexe Aleny Blažejovské nad novými básnickými tituly, Z očí do očí, v níž vyšly rozhovory s Ladislavem Fuksem a Milanem Uhdem, a Přes hranice, která byla určena pro překladové ukázky, mimo jiné Eckharda Henscheida, Wulfa Kristena a Gabriela Lauba.